# Sergio Caprari
Sergio Caprari (* 12. Juli 1932 in Civita Castellana; † 12. Oktober 2015 in Faleria) war ein italienischer Boxer im Federgewicht.

## Amateur
Caprari gewann 1952 bei den Olympischen Spielen in Helsinki die Silbermedaille im Federgewicht. Im Finale unterlag er dem Tschechoslowaken Ján Zachara.

## Profi
Noch im gleichen Jahr wurde er Profi und startete mit einer Serie von 28 Kämpfen ohne Niederlage bei zwei Unentschieden. Im August 1956 wurde er italienischer Meister im Federgewicht. Den Titel verteidigte er insgesamt zweimal. Auch den Titel des italienischen Leichtgewichtsmeisters konnte er sich im Mai 1958 sichern. Da Caprari aber wieder ins Federgewicht wechselte, verteidigte er diesen Titel nicht. Im August 1958 wurde er Europameister im Federgewicht durch einen Sieg über den Belgier Jean Sneyers. Ein Jahr später verlor er den Titel an den Franzosen Gracieux Lamperti.
1959 verlor Caprari gegen den späteren Weltmeister Davey Moore. Der Versuch, Weltmeister im Superfedergewicht zu werden, scheiterte im Dezember 1961 kläglich. Gegen den Philippiner Flash Elorde hatte Caprari keine Chance und ging schon in der ersten Runde dreimal zu Boden. Nach diesem Fiasko hängte er seine Boxhandschuhe an den Nagel.